# The Sellout
The Sellout è il quinto album della cantante Macy Gray, pubblicato il 22 giugno 2010. L'album è stato anticipato dal singolo Beauty in the World, pubblicato nell'aprile dello stesso anno.

## Tracce
1. The Sellout - 3:58
2. Lately - 2:57
3. Kissed It (Featuring Velvet Revolver) - 4:37
4. Still Hurts (Featuring Romika) - 3:50
5. Beauty in the World - 3:50
6. Help Me - 4:37
7. Let You Win - 3:57
8. That Man - 3:33
9. Stalker - 2:27
10. Real Love (Featuring Bobby Brown) - 4:03
11. On & On - 3:19
12. The Comeback - 4:04
13. Lost (iTunes pre-order track) - 3:21